# Montrose (Pennsylvania)
Montrose è un comune (borough) degli Stati Uniti d'America, situato nello stato della Pennsylvania, nella contea di Susquehanna, della quale è il capoluogo.